# Halte de Frynaudour
Halte de Frynaudour vasútállomás Franciaországban, Plourivo településen.

## Vasútvonalak
Az állomást az alábbi vasútvonalak érintik:
- Guingamp-Paimpol-vasútvonal

## Kapcsolódó állomások
A vasútállomáshoz az alábbi állomások vannak a legközelebb:
- Halte de Traou-Nez (Gare de Paimpol, Guingamp-Paimpol-vasútvonal)
- Gare de Pontrieux (Gare de Guingamp, Guingamp-Paimpol-vasútvonal)